# Trischistognatha yepezi
Trischistognatha yepezi is een vlinder uit de familie van de grasmotten (Crambidae). De wetenschappelijke naam van de soort is voor het eerst gepubliceerd in 1973 door Eugene Gordon Munroe.
De soort komt voor in Costa Rica.